# Bathypanoploea polarsterni
Bathypanoploea polarsterni is een vlokreeftensoort uit de familie van de stilipedidae. De wetenschappelijke naam van de soort is voor het eerst geldig gepubliceerd in 2005 door Jørgen Berge en Wim Vader.
De soort komt voor in de zuidelijke Atlantische Oceaan en de Zuidelijke Oceaan. Het holotype van B. polarsterni werd op 60° zuiderbreedte verzameld door het Duitse onderzoeksschip Polarstern in november 1996.